# Praon quadratum
Praon quadratum är en stekelart som beskrevs av Petr Starý och Evert I. Schlinger 1967. Praon quadratum ingår i släktet Praon och familjen bracksteklar. Inga underarter finns listade i Catalogue of Life.